# كايل برادلي
كايل برادلي (بالإنجليزية: Kyle Bradley)‏ (14 فبراير 1999 في المملكة المتحدة - ) هو لاعب كرة قدم بريطاني في مركز الدفاع. لعب مع نادي رينجرز.

## وصلات خارجية
- كايل برادلي على موقع قاعدة بيانات كرة القدم.إي يو (الإنجليزية)
- كايل برادلي على موقع Soccerbase.com (لاعب) (الإنجليزية)
- كايل برادلي على موقع Soccerway.com (الإنجليزية)
- كايل برادلي على موقع عالم كرة القدم.نت (الإنجليزية)